# Benz muziek
Benz muziek is een lied van de Nederlandse rapper Hef. Het werd in 2022 als single uitgebracht en stond in hetzelfde jaar als negentiende track op het album Hefvermogen 2.

## Achtergrond
Benz muziek is geschreven door Davey Soenarto en Julliard Frans en geproduceerd door Davey Donovan. Het is een nummer dat past in het genre nederhop. In het lied rapt Hef verschillende regels over zijn leven dat hij vervolgens omschrijft als Benz muziek. In de videoclip is een in een Mercedes-Benz rijdende Hef te zien.

## Hitnoteringen
De artiest had bescheiden succes met het lied in Nederland. Het kwam tot de 55e plaats van de Single Top 100 in de enige week dat het in deze hitlijst te vinden was. De Top 40 en haar Tipparade werden niet bereikt.